# Ulrico Girardi
Pour les articles homonymes, voir Girardi.
Ulrico Girardi, né le 3 juillet 1930 à Cortina d'Ampezzo et mort le 18 décembre 1986 dans la même ville, est un bobeur italien.

## Biographie
Aux Jeux olympiques d'hiver de 1956 organisés à Cortina d'Ampezzo en Italie, lors de sa seule participation olympique, Ulrico Girardi est médaillé d'argent en bob à quatre avec Eugenio Monti, Renzo Alverà et Renato Mocellini.

## Palmarès

### Jeux Olympiques
- : médaillé d'argent en bob à 4 aux JO 1956.